# Таунсенд, Эмма
Эмма Та́унсенд (англ. Emma Townshend; родилась 28 марта 1969 г.) — британская писательница и журналистка.

## Биография
Старшая дочь Пита Таунсенда. Много писала для газет, а так же была гостем на радио и телевидение, в том числе на BBC World Service, Woman's Hour, и Newsnight.
Исполнила песню «We Can Fly Away», написанную Сэнди Маклиландом и Полом Лоуином, которая стала заглавной темой телевизионного фильма 1999 года «Страна фей» (в которым сыграл Роджер Долтри из The Who). В 2006 году эта композиция была использована в качестве саундтрека в компьютерной игре Eragon, основанной на книге с тем же названием.

## Дискография
Релизы:
- Five-A-Side-Football Remixes (Maxi) (2 versions), EastWest, 1998
- Five-A-Side-Football Remixes (CD, Maxi), EastWest, 1998
- Five-A-Side-Football (12", Promo), EastWest, 1998
- The Last Time I Saw Sadie (12", Promo), EastWest, 1998
- The Last Time I Saw Sadie (CD, Maxi), EastWest, 1998
- Winterland (CD, Album), EastWest, 1998

Была замечена на:
- A Bao A Qu (Single), "We Will Meet Them Again, " Why Fi Records, 1982
- White City: A Novel (Album), ATCO Records, 1985
- White City: A Novel (CD, LP), ATCO Records, 1985
- White City: A Novel (CD, Album, RM, RE), Hip-O Records, 2006
- Pearl + Umbra (CD), "Canyon: Split Asunder, " Bella Union, 1999

Её песни появлялись на:
- Platinum (2xCD), Five-a-Side Football, Warner Music UK 1998[3]